# DecoMasters
DecoMasters es un programa de televisión español producido por  Shine Iberia para su emisión en La 1.

## Formato
En este talent de decoración pondrá a prueba a diez parejas de celebrities dispuestas a demostrar que su estilo es único e inconfundible. Con talento, creatividad y un gusto exquisito deberán rediseñar, acondicionar y sacar el máximo partido a toda clase de espacios reales, desde negocios y viviendas hasta habitaciones pequeñas o estancias mal iluminadas. También aprenderán y mostrarán pequeños trucos asequibles para modificar espacios de una manera sencilla para todos los públicos.
Dos exigentes jueces de gran prestigio serán los encargados de guiarles y valorarles durante toda la competición.

## Primera temporada (2025)

### Concursantes
| Concursante                      | Edad    | Procedencia | Conocida por                                   | Información |
| -------------------------------- | ------- | ----------- | ---------------------------------------------- | ----------- |
| Andrea Sánchez                   | 28 años | Valencia    | Influencer                                     |             |
| King Bruno                       |         |             | Creador de contenido                           |             |
| Antonia Dell’Atte                | 65 años | Italia      | Modelo y presentadora de TV                    |             |
| María Zurita                     | 49 años | Madrid      | Aristócrata                                    |             |
| Asraf Beno                       | 29 años | Ceuta       | Marido de Isa Pantoja                          |             |
| Isa Pantoja                      | 29 años | Cádiz       | Hija de Isabel Pantoja y creadora de contenido |             |
| Belén López                      | 55 años | Sevilla     | Actriz                                         |             |
| Raquel Meroño                    | 50 años | Madrid      | Actriz                                         |             |
| Canco Rodríguez                  | 48 años | Málaga      | Actor                                          |             |
| Eduardo Casanova                 | 34 años | Madrid      | Actor y director                               |             |
| Carlo Costanzia                  | 32 años | Madrid      | Actor                                          |             |
| Mar Flores                       | 56 años | Madrid      | Actriz y modelo                                |             |
| Daniel Oviedo                    | 26 años | Sevilla     | Cantante, Integrante de Gemeliers              |             |
| Jesús Oviedo                     | 26 años | Sevilla     | Cantante, Integrante de Gemeliers              |             |
| Eduardo Navarrete                | 31 años | Madrid      | Diseñador                                      |             |
| La Terremoto de Alcorcón         | 47 años | Madrid      | Vedette                                        |             |
| Lucía Dominguín                  | 67 años | Madrid      | Empresaria, Hija de Lucía Bosé                 |             |
| Palito Dominguín                 | 29 años | Badajoz     | Exmodelo, Nieta de Lucía Bosé                  |             |
| Nicolás Vallejo-Nágera, "Colate" | 53 años | Madrid      | Empresario y exmarido de Paulina Rubio         |             |
| Samantha Vallejo-Nágera          | 55 años | Sevilla     | Empresaria, chef y presentadora de TV          |             |